# André Robberechts
André Robberechts (* 16. Dezember 1797 in Brüssel; † 23. Mai 1860 in Paris) war ein belgischer Violinist und Komponist.

## Leben und Wirken
André Robberechts erhielt Violinunterricht von Corneille Vander Plancken (1772–1849), dem Konzertmeister der  Brüsseler Oper. Nach früh erkennbarem spieltechnischem Fortschritt, kam er 1814 ans Pariser Konservatorium, welches wenige Monate später aus politischen Gründen vorübergehend geschlossen werden musste. So wurde er Privatschüler bei Pierre Baillot und Anton Reicha. Wieder in Brüssel, erhielt er Unterricht von Giovanni Battista Viotti, dem er über mehrere Jahre auf seinen Reisen, unter anderem nach London, folgte.
Robberechts wurde Konzertmeister in der königlichen Kapelle von König Wilhelm I. (Niederlande) in Brüssel. Diesen Posten    füllte er bis zur belgischen Revolution von 1830 aus. Danach zog er wieder nach Paris, wo er als Konzertgeiger großen Erfolg hatte. Zwischenzeitlich konnte ihn François-Joseph Fétis für wenige Monate als Geigenprofessor ans neu gegründete Brüsseler Konservatorium verpflichten. Sein bekanntester Schüler war Charles-Auguste de Bériot. Nach seinem Tod wurde er auf dem Friedhof von Montmartre beigesetzt.
Robberechts spielte eine Guarneri del Gesù zugeschriebenen Geige aus dem Jahr 1728, die seither unter dem Namen  „Ex-Robberechts“  oder „Ex-Robrecht“  bekannt ist.